# Comacchio

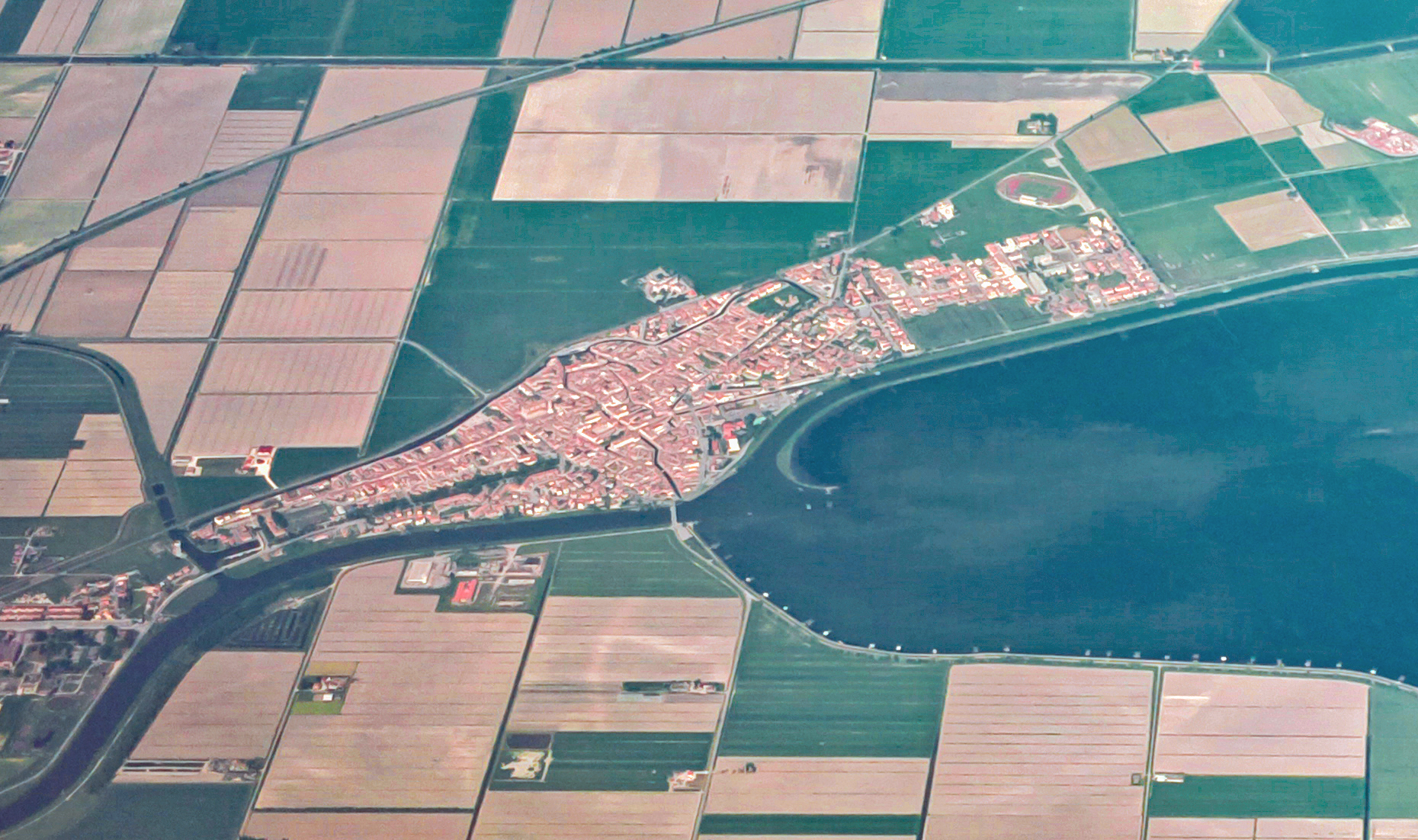
Comacchio

Comáquio (em italiano:  Comacchio) é uma comuna italiana da região da Emília-Romanha, província de Ferrara, com cerca de 19.887 habitantes. Estende-se por uma área de 283 km², tendo uma densidade populacional de 70 hab/km². Faz fronteira com Argenta, Codigoro, Lagosanto, Ostellato, Portomaggiore, Ravena (RA).
Construída sobre 13 ilhas da laguna de Valle di Commachio (430 km², dedica-se à pesca e às salinas. Próximo desta cidade encontram-se as ruínas etruscas de Sina, descobertas em 1922.

## Demografia
| Variação demográfica do município entre 1861 e 2011                               |
|                                                                                   |
| Fonte: Istituto Nazionale di Statistica (ISTAT) - Elaboração gráfica da Wikipedia |